# Batrachotomus
Batrachotomus foi um réptil predador pré-histórico que viveu durante o período triássico da era mesozóica, 230 milhões de anos atrás. Seus fósseis foram encontrados na Alemanha. Era um predador terrestre pertencente à ordem dos rauisuchia e um parente distante dos atuais crocodilos.